# Schwoich
Schwoich is een gemeente in de Oostenrijkse deelstaat Tirol, en maakt deel uit van het district Kufstein.
Schwoich telt 2310 inwoners.
Alpbach · Angath · Angerberg · Bad Häring · Brandenberg · Breitenbach am Inn · Brixlegg · Ebbs · Ellmau · Erl · Kirchbichl · Kramsach · Kufstein · Kundl · Langkampfen · Mariastein · Münster · Niederndorf · Niederndorferberg · Radfeld · Rattenberg · Reith im Alpbachtal · Rettenschöss · Scheffau am Wilden Kaiser · Schwoich · Söll · Thiersee · Walchsee · Wildschönau · Wörgl
- Gemeinsame Normdatei: 4251045-4
- Virtual International Authority File: 244639846